# مایکل ویلسون
 مایکل جی. ویلسون (انگلیسی: Michael G. Wilson؛ زادهٔ ۲۱ ژانویهٔ ۱۹۴۲) فیلم‌نامه‌نویس و تهیه‌کننده اهل ایالات متحده آمریکا است.